# Альбрехт III (маркграф Бранденбурга)
Альбрехт III (нем. Albrecht III; ок. 1250 — 1300) — маркграф Бранденбург-Зальцведельский.

## Биография
Альбрехт III был сыном маркграфа Бранденбурга Оттона III и Беатрисы (Божены) Богемской. После смерти отца в 1267 году Иоганн стал править своей половиной Бранденбурга (отец в 1266 году разделил маркграфство с братом Иоганном I) вместе с братьями Иоганном III (который в следующем году погиб во время турнира), Оттоном V и Оттоном VI. В 1284 году он получил в единоличное управление Штаргард и Лихен. После того, как умерли его сыновья (около 1299 года) он продал Штаргард своему зятю Генриху Мекленбургскому.
После смерти Альбрехта его владения вернулись в состав маркграфства Бранденбург; с Генрихом Мекленбургским был в 1304 году заключён договор о том, что он владеет Штаргардом на правах бранденбургского ленника.

## Семья и дети
В 1268 году Альбрехт женился на Матильде, дочери датского короля Кристофера I. Их дети:
- Оттон (до 1276—1299)
- Иоганн (ум.1299)
- Беатриса (ум.1314), вышла замуж за Генриха Мекленбургского
- Маргарет (ум.1315, детей не было), сначала вышла замуж за польского короля Пшемысла II, а после его смерти — за саксен-лауэнбургского герцога Альбрехта III